# Efisio Corrias
Efisio Corrias (Bagno di Romagna, província de Forlì-Cesena, 1911 - Càller, 2007) fou un polític italià de pares sards. Es llicencià en dret a Càller i de ben jove milità a la Democràcia Cristiana Italiana, alhora que fou un dels fundadors de l'ACLI.
El 1945 fou escollit regidor de Càller i a les eleccions regionals de Sardenya de 1949 fou escollit conseller regional i assessor de finances sota el govern de Luigi Crespelliani (1949-1953). Reescollit conseller a les eleccions regionals de Sardenya de 1953, el 1954 fou nomenat president del Consell Regional i el 1958 president de Sardenya amb suport del Partit Sard d'Acció i el centreesquerra. Durant el seu mandat es va aprovar el Pla de Desenvolupament de 1962, A les eleccions legislatives italianes de 1968 fou escollit membre del Senat d'Itàlia i el 1971 president del Crèdit Industrial Sard.